# Rappe
Ätten Rappe härstammar från Riga och hette ursprungligen Rape. Ätten kom till Sverige 1635 med generalauditören vid livländska armén Henrik Rapp. Han adlades 17 maj 1675 under namnet Rappe och introducerades 1697 på nummer 1284. Ätten har funnits i Småland sedan andra hälften av 1600-talet. Många av de tidiga Rapparna gjorde militär karriär och var anställda av kronan. En fortlevande gren upphöjdes 1771 till friherrlig, medan den adliga ätten utgick i Sverige 1929 på svärdssidan. Möjligen är den fortlevande i USA.

## Friherrliga ätten Rappe
Den nu levande friherrliga grenen härstammar från Carl Rappe, som var yrkesmilitär (major). Han drog sig sedan tillbaka och skapade ett godsimperium. Han var också landshövding i Kalmar län under en period.

## Personer med namnet Rappe
- Christofer Johan Rappe (1719–1776), hovrättsråd, landshövding
- Carl Rappe (1721–1790), militär, ämbetsman, riksdagsman
- Carl Rappe (1797–1880), militär
- Adolf Rappe (politiker) (1830–1898), kammarherre, riksdagsman
- Thorborg Rappe (1832–1902), pedagog
- Emmy Rappe (1835–1896), sjuksköterska
- Eve Marie Rappe (1834–1885), pedagog
- Henrik Rappe (1837–1899), militär
- Axel Rappe (1838–1918), militär, statsråd
- Christopher Rappe (1843–1930), riksdagsman
- Ludvig Rappe (1847–1906), militär
- August Rappe (1850–1921), riksdagsman
- Oscar Rappe (1865–1935), bankdirektör
- Signe Rappe-Welden (1879–1974), operasångare
- Axel Rappe (1884–1945), militär, överkommendant
- Gerhard Rappe (1894–1974), agronom
- Adolf Rappe (läkare) (1895–1954)
- Lennart Rappe (1897–1956), diplomat
- Nils Rappe (1910–1996), jurist
- Carl Johan Rappe (1918–2010), diplomat, jurist
- Lucas Rappe (2001-), civilingenjör, biotekniker